# Strömsbro IF
Le Strömsbro IF est un club de hockey sur glace de Gävle en Suède. Il évolue en Hockeyettan, troisième échelon suédois.

## Historique
Le club est créé en 1921.

## Palmarès
- Aucun titre.